# 波風 (駆逐艦)
|              |                                                                                       |
| 艦歴（波風） |                                                                                       |
| 計画         | 1918年度（八六艦隊案）                                                                |
| 起工         | 1921年11月7日                                                                         |
| 進水         | 1922年6月24日                                                                         |
| 竣工         | 1922年11月11日                                                                        |
| 除籍         | 1945年10月5日                                                                         |
| その後       | 1945年12月1日特別輸送艦指定 1947年10月3日中華民国引渡                                 |
| 艦歴（瀋陽） |                                                                                       |
| 編入         | 1947年10月3日                                                                         |
| 除籍         | 1960年                                                                                |
| その後       | 1960年解体                                                                            |
| 要目         |                                                                                       |
| 排水量       | 基準：1,215トン 公試：1,345トン                                                       |
| 全長         | 102.6メートル                                                                         |
| 全幅         | 8.92メートル                                                                          |
| 吃水         | 2.79メートル                                                                          |
| 機関         | ロ号艦本式缶4基 パーソンズ式タービン2基2軸 38,500馬力                                 |
| 速力         | 39ノット                                                                              |
| 航続距離     | 14ノットで3,600カイリ                                                                 |
| 燃料         | 重油：395トン                                                                         |
| 乗員         | 154名                                                                                 |
| 兵装         | 45口径12cm単装砲4門 6.5mm単装機銃2挺 53.3cm連装魚雷発射管3基 （魚雷8本） 一号機雷16個 |

波風（なみかぜ）は、日本海軍の駆逐艦。峯風型の14番艦（野風型2番艦）である。艦名は｢波上に吹き渡る風｣に由来する。

## 艦歴
舞鶴海軍工廠で建造。一等駆逐艦に類別され、横須賀鎮守府籍に編入。1922年（大正11年）12月28日、神風型駆逐艦 (2代)「第一駆逐艦」（「神風」）と同じく第1駆逐隊に編入され、同型艦「野風」「沼風」とともに千島、北海道方面の交通保護に当った。
日中戦争に際して、1938年（昭和13年）以降、華北・華中の沿岸作戦に参加。
太平洋戦争では、主として北方において海上護衛、哨戒活動に参加。1944年（昭和19年）9月18日、択捉島南方で米潜水艦「シール」の雷撃を受け大破。「神風」に曳航され小樽で応急修理を実施後、舞鶴工廠で修理を行うと同時に、回天搭載艦への改造工事を1945年（昭和20年）2月1日まで行った。同年6月19日から宇部沖で「B-29」投下の機雷監視に従事。終戦を呉港で迎えた。
1945年（昭和20年）10月に除籍され、同年12月、特別輸送艦の指定を受け復員輸送に従事。その後、特別保管艦（賠償艦）に指定され、1947年（昭和22年）10月、中華民国に引き渡された。

### 瀋陽
中華民国海軍に編入後、「瀋陽」(Shen Yang)と改名。1960年（昭和35年）に退役、除籍され解体となった。

## 回天搭載艦
回天搭載艦とするため以下の改造が行われた。
- 主砲は1番主砲を残して撤去。
- 魚雷兵装は全て撤去。
- 1番缶を撤去し出力25,000馬力、速力29.5ノットへ変更。
- 25mm連装機銃6基、同単装（もしくは13mm単装）機銃8挺
- 艦尾にスロープを設け回天2～4基を搭載。

## 歴代艦長
※『艦長たちの軍艦史』236-237頁による。階級は就任時のもの。

### 艤装員長
- （心得）田尻敏郎 少佐：1922年7月20日 - 1922年9月15日[2]

### 艦長
- （心得）田尻敏郎 少佐：1922年9月15日[2] -
- 田尻敏郎 中佐：1922年12月1日 - 1923年11月10日[3]
- （心得）山中順一 少佐：1923年11月10日[4] -
- 倉田七郎 中佐：1923年12月1日 -
- 郷田喜一郎 少佐：1924年12月1日 -
- 山中順一 中佐：1925年12月1日 - 1926年12月1日[5] 同日より予備艦
- （兼）佐藤慶蔵 少佐：1926年12月1日[5] - 1927年5月28日[6]
- （兼）山下深志 中佐：1927年5月28日[6] - 1928年3月1日[7]
- （兼）小林徹理 中佐：1928年3月1日 - 1928年12月10日[8]
- 池田七郎 少佐：1928年12月10日 - 1929年11月30日
- 長谷部喜蔵 少佐：1929年11月30日 - 1930年11月15日
- 大森仙太郎 少佐：1930年11月15日 - 1931年11月2日
- （兼）植田弘之介 少佐：1931年11月2日[9] - 1931年12月1日[10]
- 古村啓蔵 少佐：1931年12月1日 - 1932年4月1日
- 渋谷紫郎 少佐：1932年4月1日 - 1933年11月1日
- 瀬戸山安秀 少佐：1933年11月1日 - 1934年11月15日
- 山田勇助 少佐：1934年11月15日 - 1936年12月1日
- 岡田要造 少佐：1936年12月1日 - 1938年12月15日[11] ※同日より予備艦
- （兼）高島鉄郎 少佐：1938年12月15日[11] - 1939年2月2日[12]
- 矢野寛二 少佐：1939年2月2日 - 1940年10月15日[13]（兼「神風」艦長：1939年4月1日 - 9月26日）
- 平山敏夫 少佐：1940年10月15日[13] - 1941年9月20日[14]
- 平田正明 大尉：1941年9月20日 -
- 中尾小太郎 少佐：1942年11月20日 -
- 石戸勇 少佐：1943年10月25日 -
- 市野幸一 機関長